# Real (album de Mika Nakashima)
Pour les articles homonymes, voir Real.
Albums de Mika Nakashima
Star
(2010)
Singles
1. Dear
Sortie : 27 avril 2011
2. Love Is Ecstasy
Sortie : 14 septembre 2011
3. Ashita Sekai ga Owaru Nara
Sortie : 19 septembre 2012
4. Hatsukoi
Sortie : 5 décembre 2012

Real est le 7e album studio de Mika Nakashima, ou son 11e album au total si l'on compte ses deux mini albums, sa compilation et son album en tant que Nana. Il est sorti sous le label Sony Music Associated Records le 30 janvier 2013 au Japon.
Il atteint la 1re place du classement de l'Oricon. Il se vend à 49 098 exemplaires la première semaine, il reste classé 16 semaines pour un total de 89 295 exemplaires vendus.

## Liste des titres
| 1.  | Hatsukoi (初恋)                                   |                    |                    |  |
| 2.  | Dear                                              | Katsuhiko Sugiyama | Katsuhiko Sugiyama |  |
| 3.  | Ashita Sekai ga Owaru Nara (明日世界が終わるなら) | Katsuhiko Sugiyama | Katsuhiko Sugiyama |  |
| 4.  | Passion                                           |                    |                    |  |
| 5.  | You Knocked Me Out                                |                    |                    |  |
| 6.  | Love Is Ecstasy                                   | Mika Nakashima     | Nickii             |  |
| 7.  | Be Real                                           |                    |                    |  |
| 8.  | Super Woman                                       |                    |                    |  |
| 9.  | Supreme                                           |                    |                    |  |
| 10. | Pierce (ピアス)                                   |                    |                    |  |
| 11. | Kioku (記憶)                                      |                    |                    |  |
| 12. | Epilogue (エピローグ)                             |                    |                    |  |
| 13. | Letter                                            |                    |                    |  |

| 1. | Dear                                              |  |
| 2. | Love Is Ecstasy                                   |  |
| 3. | Ashita Sekai ga Owaru Nara (明日世界が終わるなら) |  |
| 4. | Hatsukoi (初恋)                                   |  |